# الأخوة رايس
الاخوة رايس (بالإنجليزية: John Rice)‏ هم جون رايس (3 ديسمبر 1951 - 5 نوفمبر 2005) وجريج رايس (من مواليد 3 ديسمبر 1951)، ويعرفون أحيانًا باسم الأخوين رايس أو التوأم رايس، كانا قزمين توأم متطابقين، معروفين في جميع أنحاء الولايات المتحدة لظهورهما في العديد من الإعلانات التجارية والإعلانات التليفزيونية. حتى وفاة جون رايس في 5 نوفمبر 2005، كان الاثنان يحملان الرقم القياسي العالمي لكونهما أقصر توأم على قيد الحياة، حيث بلغ طولهما 2 قدم 10 بوصة (86 سـم) فقط.

## النشاة
وُلِد جون وجريج رايس في 3 ديسمبر 1951، في مستشفى سانت ماري في ويست بالم بيتش، فلوريدا. لقد تخلت عنهم أمهم البيولوجية بعد ساعات قليلة من الولادة، ويقال أن ذلك بسبب تشخيص إصابتهم بالتقزم. بعد ثمانية أشهر من رعاية موظفي المستشفى للأطفال، تم قبولهم كأطفال بالتبني من قبل فرانك وميلدريد وندسور. توفيت ميلدريد عندما كان الأولاد في الصف الثامن بسبب سرطان المبيض. بعد فقدان والدتهم بالتبني ووفاة والدهما بالتبني بعد ثلاث سنوات، تم تربية الاثنين على يد أختهما بالتبني، بيتي وندسور.
على الرغم من الصعوبات التي واجهتهما في حالتهما، فضلاً عن فقدان والديهما بالتبني، فقد شارك جون وجريج في أنشطة الطفولة "العادية" مثل الكشافة، وأخذوا دروس منتظمة طوال فترة تعليمهما، بل ولعبوا حتى آلة الكورنت في فرقة المدرسة الإعدادية والثانوية.
خلال عامهم الأخير في مدرسة بالم بيتش الثانوية، حقق جون وجريج أموال من خلال بيع منتجات التنظيف والعناية الشخصية من باب إلى باب. بعد عدد من السنوات من ممارسة مهارات المبيعات، التحق الاثنان بكلية مجتمعية، وبعد عام من الدراسة تمت ترقيتهما لتدريب مندوبي المبيعات الآخرين في الشركة التي كانا يعملان بها.

## العمل
في منتصف السبعينيات، دخل الأخوان رايس في مجال العقارات، حيث بدأوا كوكلاء عقارات ثم أصبحوا مستثمرين ناجحين. هناك أصبحا اثنين من الخبراء الأكثر شهرة في مجالهم في الولايات المتحدة، ثم دخلا لاحقًا في مجال التحدث التحفيزي.
عام 1980 ظهر الأخوان في Hardly Working، وهي كوميديا من إخراج جيري لويس. ظهر التوأمان في المسلسل التلفزيوني Real People كمتحدثين تحفيزيين، ثم لعبوا دور مالكي العقارات في المسلسل التلفزيوني Foul Play عام 1981.  كما استضافوا أيضًا برنامجًا قصيرًا للألعاب بعنوان That Awful Quiz Show في عام 1982.  في عام 1989، ظهر التوأم في إعلانات تجارية لسلسلة مطاعم بيتزا تُعرف باسم بيتزا فاكتوري. في تسعينيات القرن العشرين، أصبح التوأم من المشاهير المحليين في جنوب فلوريدا عندما بدأوا في الظهور في إعلانات تجارية لشركة مكافحة الآفات.

## وفاة جون
توفي جون رايس في 5 نوفمبر 2005، بسبب مضاعفات الإصابات التي تعرض لها عندما كسر ساقه أثناء خروجه من أحد بنوك بالم بيتش. كان من المقرر أن يخضع لعملية جراحية لكنه توفي أثناء التخدير. ويواصل جريج رايس العمل الذي بدأه مع شقيقه الراحل في مجال التسويق والإعلان، بالإضافة إلى تعليم الناس وإلقاء المحاضرات عليهم.

## روابط خارجية
- "Legends & Legacies: The Rice Brothers". WPBF-TV. اطلع عليه بتاريخ 2007-10-01.
- "Entry for John and Greg Rice". shortsupport.org. مؤرشف من الأصل في 2007-06-16. اطلع عليه بتاريخ 2007-03-31.
- Lomatire، Paul. "Rice brothers: Hometown boys". Palm Beach Post. اطلع عليه بتاريخ 2007-03-31.
- Woo، Elaine. "John Rice; at 2 ft. 10 in., he created large legacy". لوس أنجلوس تايمز. اطلع عليه بتاريخ 2007-03-31.
- Greg D. Rice في قاعدة بيانات الأفلام على الإنترنت
- John E. Rice في قاعدة بيانات الأفلام على الإنترنت
- Pest Control Commercials